# MITテクノロジーレビュー
MIT Technology Reviewは、マサチューセッツ工科大学（MIT）が所有するメディア企業Technology Review, Inc.が刊行する科学技術誌で、1899年1月の創刊時の名称は『The Technology Review』。1998年、発行人に就任したR・ブルース・ジャーニーが事業を見直した際、「The」が省略され、4月23日発行号から『Technology Review』に改称され、現在の『MIT Technology Review』の原型になった。2005年9月に就任した現編集長で発行人兼CEOのジェイソン・ポンティンにより、さらに別の形にリニューアルされた。
1998年のリニューアルに際して、当時の編集長ジョン・ベンディットが「名前以外、以前の雑誌からは何も受け継がない」と宣言しているとおり、1998年以降の(MIT)Technology Reviewは、それ以前のThe Technology Reviewとは区別する必要がある。まず、従来のThe Technology ReviewはMITの卒業生組織であるMIT Alumni Associationが発行する、MIT卒業生向けの雑誌であり、論文誌に近く、発行部数も少なかった。1998年のリニューアル以降、「MITによるイノベーション誌」を標榜し、2005年以降はもっとシンプルに「MIT発行」を掲げ、新しく生まれたテクノロジーを取りあげ、どう事業化されるのかを扱う雑誌として、読者ターゲットを企業幹部や研究者、投資家、政策担当者など、MIT卒業生以外の社会全般に拡大した。

## 日本版
2016年8月、株式会社KADOKAWAは、"MIT Technology Review"の日本版として『MITテクノロジーレビュー』をWebメディアとして開設することを発表した。
日本版初代編集長（2016年8月1日 - 2017年4月30日）は、株式会社KADOKAWAアスキー・メディアワークス事業局の中野克平が務めた。